# Мочча, Федерико
Федерико Мочча (итал. Federico Moccia; род. 20 июля 1963, Рим) — итальянский писатель, сценарист и режиссёр. Сын известного итальянского комедиографа Джузеппе Мочча ("Пиполо").

## Карьера
Его первый роман «Три метра над небом» (Tre metri sopra il cielo) стал литературной сенсацией 2004 года, было продано свыше одного миллиона экземпляров книги. Мочча выиграл итальянскую премию Torre di Castruccio и премию Insula Romana в номинации «Молодые взрослые» (Giovani adulti).

## Публикации
Библиография:
- «Три метра над небом» («Tre metri sopra il cielo»/ 2004),
- «Я хочу тебя»[итал.] («Ho voglia di te»/ 2006),
- «3МНЗ. Эмоции и мечты» («3MSC. Emozioni e sogno»/ 2007),
- «Прости за любовь» («Scusa ma ti chiamo amore»/ 2007),
- «Отчаянно искать Ники» («Cercarsi Niki disperatamente»/ 2007),
- «Прогулка» («La paseggiata»/ 2007),
- «Дневник одной мечты» («Diario di un sogno»/ 2008),
- «Человек, который не хотел любить» (L'uomo che non voleva amare/ 2011),
- «Три метра над уровнем неба. Три раза ты" («3MSC.Tres Veces Tu»/ 2017).

С издательством Feltrinelli он издал книги:
- «Я хочу тебя» («Ho voglia di te»/ 2006, премия Citta' di Padova),
- «3МНЗ. Эмоции и мечты» («3MSC. Emozioni e sogno»/ 2007).

После работы с Rizzoli вышли такие его романы, как:
- «Прости за любовь» («Scusa ma ti chiamo amore»/ 2007),
- «Отчаянно искать Ники» («Cercarsi Niki disperatamente»/ 2007),
- «Прогулка» («La paseggiata»/ 2007),
- «Дневник одной мечты» («Diario di un sogno»/ 2008).

Его книги были изданы в 15 странах Европы, а также в Аргентине, Бразилии и Японии. По книгам Моччи были сняты одноимённые фильмы:
- «Три метра над небом» (2004, Италия),
- «Я хочу тебя» (2007, Италия),
- «Прости за любовь» (2008, в котором Мочча является и режиссёром),
- «Прости, хочу на тебе жениться» (2010),
- «Три метра над уровнем неба» (2010, Испания),
- «Три метра над уровнем неба. Я тебя хочу» (2012, Испания),
- «Прости за любовь» (2014, Испания).

### Фильмография

#### Режиссёр
- Palla al centro (1987)
- Classe mista 3ª A (1996)
- Прости за любовь (2008)
- Amore 14 (2009)
- Прости, хочу на тебе жениться (2010)

#### Сценарист
- Natura contro (1988)
- Три метра над небом[итал.] (2004)
- Я хочу тебя[итал.] (2007)
- Прости за любовь[исп.]Прости за любовь / Perdona si te llamo amor (2014)